# Gare d'Étang-sur-Arroux
La gare d'Étang-sur-Arroux est une gare ferroviaire française des lignes de Nevers à Chagny et de Étang à Santenay (via Autun), située sur le territoire de la commune d'Étang-sur-Arroux dans le département de Saône-et-Loire, en région Bourgogne-Franche-Comté. 
Elle est ouverte en 1867 par la Compagnie des chemins de fer de Paris à Lyon et à la Méditerranée (PLM).
C'est une gare de la Société nationale des chemins de fer français (SNCF), desservie par des trains TER Bourgogne-Franche-Comté.

## Situation ferroviaire
Établie à 277 mètres d'altitude, la gare de bifurcation d'Étang-sur-Arroux est située au point kilométrique (PK) 104,678 de la ligne de Nevers à Chagny entre les gares ouvertes de Luzy et de Mesvres.  En direction de Luzy, s'intercalent les gares fermées de Saint-Didier-sur-Arroux et de Millay.
Elle est également l'origine, au PK 0,000, de la ligne d'Étang à Santenay (via Autun).

## Histoire
La station d'Étang est mise en service le 16 septembre 1867 par la Compagnie des chemins de fer de Paris à Lyon et à la Méditerranée (PLM), lorsqu'elle ouvre à l'exploitation la section de Cercy-la-Tour à Montchanin de sa ligne de Nevers à Chagny.
Étang devient une gare de bifurcation le 16 septembre 1867, lors de l'ouverture de l'embranchement d'Étang à Autun.
Le 20 novembre 2016, afin de réaliser la « modernisation de la voie », la section d'Étang-sur-Arroux à Autun a été fermée pour une durée d'un an. Une desserte routière de substitution a été mise en place. Le trafic ferroviaire a été rétabli à la fin 2017.

## Service des voyageurs

### Accueil
Gare SNCF, elle dispose d'un bâtiment voyageurs, ouvert tous les jours, avec une salle d'attente et un guichet ouvert du lundi au vendredi et fermé les samedi, dimanche et fêtes. Elle est équipée d'automates pour l'achat de titres de transport TER.

### Desserte
Étang-sur-Arroux est desservie par des trains TER Bourgogne-Franche-Comté des relations Dijon-Ville à Nevers, et Étang-sur-Arroux à Montchanin.

### Intermodalité
Un parc à vélos et un parking pour les véhicules y sont aménagés.
Elle est desservie par des autocars SNCF, notamment pour la direction d'Autun.